# Difficult to Cure
Difficult to Cure es el quinto álbum de estudio de la banda de hard rock Rainbow publicado en 1981 por Polydor.
Grabado en los Sweet Silence Studios de Copenhague, el disco marca varios puntos importantes en la historia de la agrupación: primero, es el debut en las voces de Joe Lynn Turner, remplazando a su antiguo vocal (y que sólo participó en un disco) Graham Bonnet y segundo, cambia notoriamente el rumbo musical de la banda, que por decisión y gusto personal de su líder Ritchie Blackmore, se enfoca principalmente al mercado estadounidense, con un consecuente cambio de sonido, que fue recibido de manera diversa por los fanes de la banda, acostumbrados a un sonido más duro y más enlistado en las filas del hard Rock y el heavy metal.

## Lista de canciones
- Todas las canciones fueron publicadas por Panache Music, Ltd., excepto donde se señala.

Lado A
1. "I Surrender" (Russ Ballard) – 4:10 (Island Music Ltd.)
2. "Spotlight Kid" (Ritchie Blackmore, Roger Glover) – 5:04
3. "No Release" (Blackmore, Glover, Don Airey) – 5:42
4. "Magic" (Brian Moran) – 4:15 (Becket Music)
5. "Vielleicht Das Nächste Mal (Maybe the Next Time)" (Blackmore, Airey) – 3:23

Lado B
1. "Can't Happen Here" (Blackmore, Glover) – 5:09
2. "Freedom Fighter" (Joe Lynn Turner, Blackmore, Glover) – 4:28
3. "Midtown Tunnel Vision" (Turner, Blackmore, Glover) – 4:44
4. "Difficult To Cure (Beethoven's Ninth)" (Beethoven, arr. by Blackmore, Glover, Airey) – 5:58

## Integrantes
- Ritchie Blackmore - guitarra
- Joe Lynn Turner - voz
- Don Airey - teclados, sintetizadores
- Roger Glover - bajo, percusión
- Bobby Rondinelli - batería

## Producción
- Producido por: Roger Glover
- Ingeniero de grabación: Flemming Rasmussen
- Asistentes de ingeniería: Thomas Brekling, Clay Hutchinson
- Masterizado por: Greg Calbi